# Herrgårdsklint
Herrgårdsklint är en mindre klint i Gammelgarns socken på Gotland, belägen i skogen 1 1/2 kilometer sydost om Torsburgen. På klinten är en fornborg belägen. Klinten ingår även i ett naturreservat med samma namn.
Klinten är brantast i norra delen. I den södra skyddas borgen av en två meter hög mur i kalksten. Framför ingången finns resterna av ett förborgsliknande system. Innanför muren finns lämningarna efter fem sammanbyggda hus av järnålderstyp. Troligen härrör borgen från romersk järnålder eller folkvandringstid men kan ha varit brukad in i vikingatid.